# Aleksandr Ryabushenko
Aleksandr Ryabushenko (en bielorruso: Аляксандр Рабушэнка Alyaksandr Rabushenka; ruso: Александр Рябушенко; Minsk, Bielorrusia, 12 de octubre de 1995) es un ciclista bielorruso.
Debutó con el equipo UAE Team Emirates en 2017 como stagiaire. Desde 2018 formó parte del mismo conjunto ya como profesional.

## Palmarés
2016 (como amateur)
- Campeonato Europeo en Ruta sub-23
- Gran Premio Ciudad de Felino
- Giro del Casentino

2017 (como amateur)
- Giro del Belvedere
- Piccolo Giro de Lombardía
- 1 etapa de la Toscana-Terra di ciclismo-Coppa delle Nazioni
- 3.º en el Campeonato de Bielorrusia en Ruta

2019
- Coppa Agostoni

2020
- 2.º en el Campeonato de Bielorrusia en Ruta

## Resultados en Grandes Vueltas y Campeonatos del Mundo
| Carrera         | Carrera         | 2018 | 2019 | 2020 | 2021 | 2022 | 2023 |
| --------------- | --------------- | ---- | ---- | ---- | ---- | ---- | ---- |
|                 | Giro de Italia  | —    | —    | —    | —    | —    | —    |
|                 | Tour de Francia | —    | —    | —    | —    | 96.º | —    |
|                 | Vuelta a España | —    | —    | 90.º | —    | —    | —    |
| Mundial en Ruta | Mundial en Ruta | Ab.  | Ab.  | Ab.  | Ab.  | —    | —    |

—: no participa

Ab.: abandono

## Equipos
- UAE Team Emirates (stagiaire) (08.2017-12.2017)
- UAE Team Emirates (2018-2021)
- Astana Qazaqstan Team (2022-2023)